# ديريك بايك
ديريك بايك (بالإنجليزية: Derek Pike)‏ هو صانع أفلام أمريكي، ولد في 17 مارس 1988 في فورت لي في الولايات المتحدة.

## وصلات خارجية
- الموقع الرسمي